# بانک ملی تاکستان
بنای بانک ملی تاکستان مربوط به اوایل دوره پهلوی است و در تاکستان، خیابان امام خمینی (ره)، چهارراه بانک ملی واقع شده و این اثر در تاریخ ۲۰ آبان ۱۳۷۷ با شمارهٔ ثبت ۲۱۵۶ به‌عنوان یکی از آثار ملی ایران به ثبت رسیده است.